# 丸正チェーン商事
丸正チェーン商事株式会社（まるしょうチェーンしょうじ）は、東京都新宿区にあるスーパーマーケットのボランタリーチェーン「新宿丸正」の運営管理会社である。

## ボランタリーチェーン本部

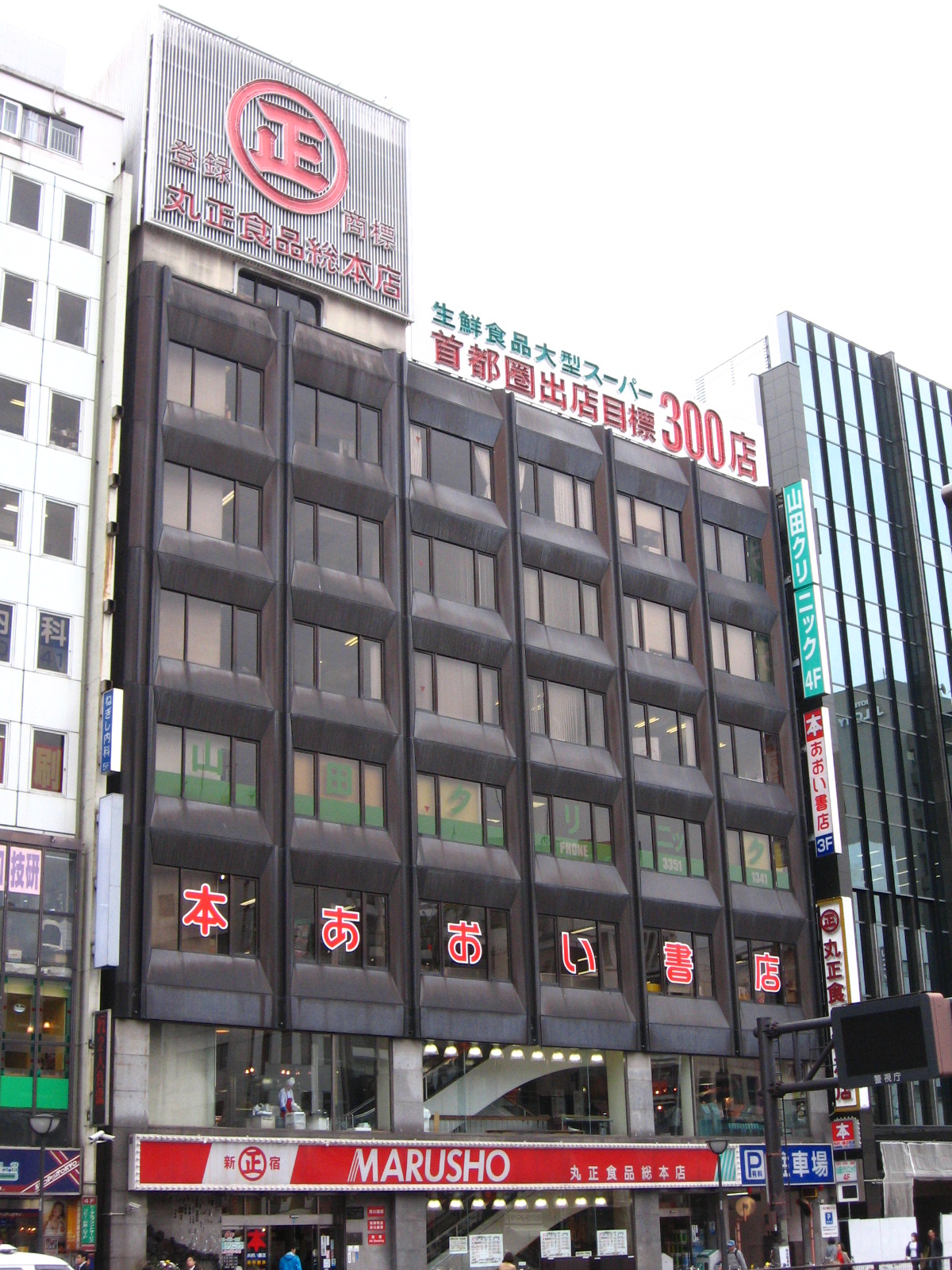
丸正食品総本店（東京都新宿区四谷）

ボランタリーチェーン本部は、丸正加盟店の共同仕入、商品の補充発注、請求業務代行、販売（チラシ・催事企画、売上管理）、ポイントカード（名称はファン・カード）、オンライン・ネットワークのシステム運用を行っている。
チェーン本部の直営店舗はなく、チェーンに加盟した会社が数店舗ずつを経営している。総本店も直営店ではない。チェーン店舗は生鮮食料品スーパーの「新宿丸正」だが、丸正食品という呼称を用いることもある。
かつて1970年代には東京・神奈川に100店舗を超えるチェーンをもっていたが、2025年7月現在は東京都内に総本店1店舗のみとなっている。

## 沿革
- 1919年12月 - 創業者の飯塚正兵衛が、東京・四谷で青果物小売業を開業
- 1921年 - 飯塚正兵衛が、牛込区市谷谷町で八百屋「武蔵屋」を開店
- 1927年 - 屋号を「丸正」へ変更する
- 1949年 - 丸正食品株式会社設立
- 1967年3月 - スーパーマーケット1号店（桶川店）を開店
- 1967年5月 - 丸正チェーン商事株式会社設立
- 1987年9月 - 株式会社丸正コンピューターサービス設立
- 1990年4月 - 新EOS発注システム導入
- 1992年4月 - 共配システム導入
- 1996年4月 - 丸正チェーンネットワーク構築
- 1997年 - 株式会社丸正武蔵屋会設立
- 1997年9月 - 統一POSシステム導入、丸正ファンカードシステム導入
- 2000年6月 - 株式会社丸正コンピューターサービスを丸正チェーン商事株式会社に合併
- 2019年12月 - 創業100周年
- 2024年10月31日 - 公式webサイトを閉鎖

## 創業の地
創業者の飯塚正兵衛が1921年に牛込区市谷谷町（現在の新宿区住吉町）で「武蔵屋」という屋号の八百屋を開いた場所には「丸正創業之地」として、1978年に「大魂塔（大根塔）」という記念塔が建てられている。

## CM
1980年代〜1990年代前期にかけて、フジテレビ（関東ローカル、河田町に所在していたときのみ）にて、丸正のテレビCMが放映されていたことがある。平日午前中の枠での放映が多かった。

## チェーン参加企業・店舗
株式会社ショッピングセンター丸正総本店
運営店舗 - 総本店
1984年4月1日設立。代表取締役社長は飯塚正彦。東京都新宿区四谷３丁目１２番地に本社を置くスーパーマーケット運営会社。総本店は丸正チェーンの旗艦店的な存在である。
2014年4月には、移動スーパー「とくし丸」と提携、同年7月より移動スーパー事業を開始した。
2022年1月、老朽化のため建て替え。2025年秋までの間左門町に仮店舗設置。

## 過去に存在した店舗・参加企業
- 新宿二丁目店
- 新宿マイシティ店
- 阿佐谷北店
- 鷺宮店
- 川崎有馬店[2] - 2012年9月23日閉店
- 新井薬師店[3] - 2011年12月26日閉店
- 溝の口店[4] - 2012年4月28日閉店
- 小田急店[5] - 閉店
- 保谷駅前店[6] - 2010年閉店

株式会社ショッピングセンター丸正総本店
- 東新宿店[7] - 2016年2月29日閉店

有限会社高橋宏商店
- 光が丘店

有限会社柳沢丸正食品
- 柳沢店

株式会社保谷天神丸正
- 保谷天神店[8] - 2010年閉店

株式会社丸正タケダ
- 落合店[9] - 2013年3月31日閉店

有限会社丸正マツイ
- 阿佐谷店[10] - 閉店
- 白金店

丸原青果株式会社
- 代々木駅前店 - 2007年5月18日閉店

池上丸正株式会社
- 池上駅前店[11] - 閉店

株式会社丸正フーズ
2010年12月1日に独立し、屋号をママズプレートへ変更。
- 松庵店[12] - ママズプレートへ変更後、2012年閉店
- 三鷹駅前店[13] - ママズプレートへ変更後、2013年10月6日閉店
- 若松町店[14] - ママズプレートへ変更後は新宿若松町店。閉店
- 目黒大橋店[15] - ママズプレートへ変更後は池尻大橋店。2014年2月5日閉店
- 目白店[16] - ママズプレートへ変更後、2017年4月30日閉店

石神井丸正食品株式会社
昭和24年創業、昭和39年設立。2003年11月に独立し、屋号をまなマートへ変更。
- 石神井公園駅南口店 - 現・まなマート石神井駅前店 - 東京都の市街地再開発事業のため、衣料品や雑貨を扱う2号館は2023年11月30日閉店[17][18]、食品を扱う1号館は2024年1月15日閉店[19][20]。
- 石神井公園店
- 大泉いがしら店
- ひばりヶ丘店
- 関町店
- 上石神井店
- 東大泉店

株式会社新宿丸正梁瀬
東京都渋谷区西原３丁目２０番７号に本社を置くスーパーマーケットチェーン。2020年2月28日、小売部門からの撤退により全店舗閉店。
- 町屋駅前店[21] - 2011年1月15日閉店
- 大蔵店[22] - 大蔵病院前店と表記するときもある。2012年10月17日閉店
- 代々木上原駅前店[23] - 2019年2月28日閉店[24]

株式会社丸正飯塚
1948年創業。東京都新宿区若葉に本社を置くスーパーマーケットチェーン。代表取締役社長は飯塚隆司。丸正チェーン店舗の中核企業だったが、2020年2月2日、小売部門からの撤退により全店舗閉店。
- 神楽坂店[25] - 2007年5月31日に閉店。
- 府中けやき並木店[26] - 2007年7月22日に閉店。
- 千歳船橋店[27] - 2008年に閉店。
- 目黒五本木店[28] - 2013年9月13日[29] に閉店。
- 横浜あざみ野店[30] - 2014年2月28日[31]に閉店。
- 八王子店[32] - 2014年3月31日[33]に閉店。
- 仙川店[34] - 2018年3月18日[35]に閉店。
- 若葉店[36] - 2020年2月2日に閉店。
- 江戸川橋店(生鮮館/食品館)[37] - 2020年2月2日に閉店。
- 横浜荏子田店[38] - 2020年2月2日に閉店。

有限会社新宿丸正野邊
1980年12月設立。東京都中野区本町4丁目30番12号に本社を置くスーパーマーケットチェーン。代表取締役は野邊昌三。
後述する不祥事ののち2018年11月に独立し、Annie's PICOと屋号を変えて営業を継続したものの2020年に全店舗閉店。
- 中野鍋横店[40] - ショッピングセンター丸正総本店に経営を移管後、2019年8月5日閉店。
- Pico中野新橋店[41] - Annie's PICO中野新橋店へと改装[42]後、2020年4月30日閉店。
- Pico新井薬師店[43] - 2018年10月15日[44]閉店。

株式会社丸正庄司
東京都品川区二葉４丁目９番１０号に本社を置くスーパーマーケット運営会社。
- 二葉町店[45] - 2019年6月14日閉店[46]
- 大井町店 - 1987年開店、2022年12月13日閉店[47][48]

株式会社保谷丸正食品
東京都練馬区南大泉３丁目２８番４号に本社を置くスーパーマーケット運営会社。
- 久米川八坂店[49] - 2019年7月13日閉店。
- 保谷北口店 - 2025年6月10日閉店[50]。

株式会社中野丸正遠藤
1977年設立。東京都中野区若宮３丁目６番９号に本社を置くスーパーマーケット運営会社。
- 武蔵野台駅前店 - 2022年11月12日閉店[51]
- くるまがえし店[52] - 2018年2月15日開店、2019年7月15日閉店。
- 家政店[53] - 2012年1月15日閉店
- 田園調布店

株式会社丸正シミズ
東京都豊島区千早4丁目40番14号に本社を置くスーパーマーケットチェーン。2020年4月にシーズンマートと屋号を変更。
- 西ヶ原店[54] - シーズンマートへと改装
- 千早町店 - 閉店
- 練馬店 - 閉店

株式会社丸正小室
東京都新宿区北新宿１丁目１番１号に本社を置くスーパーマーケットチェーン。
- 北新宿店[55] - 2020年9月30日閉店[56]

株式会社丸正ニユーフーズ
1961年創業・1984年設立。代表者は飯塚忠治。東京都中野区野方５丁目２４番１号に本社を置くスーパーマーケット運営会社。
- 野方北口店 - 2021年11月30日閉店
- 野方南口店 - かつては野方店だった。2021年12月15日閉店

ほか

## 不祥事

### チェーン参加企業の労働基準法違反
2019年1月9日、新宿労働基準監督署は、36協定で定めた時間を超える違法な時間外労働をさせたとして、有限会社新宿丸正野邊と同社取締役を労働基準法第32条（労働時間）違反の疑いで書類送検した。